# Главоч округлак
Главоч округлак (лат. Neogobius melanostomus) је амфидромна риба (мигрира из слатке у слану воду) која припада породици Gobiidae. 

## Опис
Максималне дужине 24,6 цм. Живи до 6 година. Поседује 7-8 тврдих, коштаних, зрака на дорзалном перају, 12-17 меких, хрскавичавих, зрака, један тврди зрак и 9-14 меких зрака на аналном перају. Поседује 31-34 кичмена пршљена. Ова врста се разликује од сродних европских врста по следећим карактеристикама: Први рачвајући зрак другог дорзалног пераја је исте дужине као и последњи; без крљушти у области између лобање и првог дорзалног пераја, крљушти у средњој латералној серији 45-54 +2-3. Присутна црна тачка на првом дорзалном перају.

## Распрострањење и станиште
Првобитно станиште су заслањене воде Азовског мора, Kаспијског језера и Црног мора. Интродукована у европске реке преко бродова. Адхезивна јаја би се често полагала на труп бродова и тако доспевала у друге воде. У Северну Америку је врста доспела преко баластних вода. Сматра се веома инвазивном врстом.

## Биологија
Преферира плитку, заслањену воду, али може се наћи и у слатким водама. Присутан у лагунама, језерима и већим рекама, на песковитом или каменитом дну; обично присутан на дну које је обрасло вегетацијом. Може да толерише температуре од 0 до 30˚Ц, али највише успева у умерено топлим водама. Толерише воде сиромашне кисеоником (може преживети неколико дана). Живи до 4 године, мужјаци се мресте по први пут са 3-4 године, женке са 2-3. Сезона мреста траје од априла до септембра. Женке се могу мрестити више пута у сезони, сваких 18-20 дана. Мужјаци су црни током мреста. Адхезивна јаја се полажу на камење, шкољке или акватичне биљке и мужјаци их чувају до излегања и обично умиру на крају сезоне. Храни се разним бескичмењацима и малом рибом, чешће мекушцима. Има високу комерцијалну вредност у подручјима у близини Азовског мора, где се припрема усољена уз пиво.